# Dihydropyrimidin-Dehydrogenase-Mangel
Der Dihydropyrimidin-Dehydrogenase-Mangel (DPD-Mangel) ist eine seltene angeborene Stoffwechselstörung mit Mangel an Dihydropyrimidin-Dehydrogenase.
Synonyme sind: Pyrimidinämie, familiäre; englisch Dihydropyrimidinuria; DPD deficiency; Familial pyrimidemia; Hereditary thymine-uraciluria
Die Erstbeschreibung stammt aus dem Jahre 1984 durch die niederländischen Kinderärzte R. Berger und Mitarbeiter.

## Ursache
Der Erkrankung liegen Mutationen im DPYD-Gen auf Chromosom 1 Genort p21.3 zugrunde, welches für die Dihydropyrimidin-Dehydrogenase kodiert, die ein entscheidendes Enzym im Stoffwechsel der Pyrimidinbasen Uracil und Thymin ist.

## Verbreitung
Die Häufigkeit ist nicht bekannt, die Vererbung erfolgt autosomal-rezessiv.
In Europa soll bei bis zu 9 % der Bevölkerung eine Variante am DPYD-Gen mit Verminderung der Aktivität vorliegen und bei etwa 0,5 % ein vollständiger Mangel.

## Klinische Erscheinungen
Das Spektrum reicht von fehlenden Symptomen bis zu schweren neurologischen Veränderungen mit Entwicklungsverzögerung, Geistiger Behinderung und Epilepsie
Hinzu können Muskelhypotonie, Mikrophthalmie, Nystagmus und Strabismus oder Autismus kommen.

## 5-Fluoruracil-Unverträglichkeit
Patienten mit – unerkanntem – DPD-Mangel können unter Behandlung mit 5-Fluorouracil-haltigen Medikamenten wie Capecitabin oder Tegafur schwere toxische Nebenwirkungen erleiden. Daher soll vor einer solchen Behandlung unbedingt ein genetischer Test erfolgen.

## Diagnose
Im Urin lassen sich hohe Konzentrationen von Uracil und Thymin nachweisen. Die Diagnose wird durch Humangenetik gesichert.

## Therapie
Bei partiellem Mangel kann durch entsprechende Dosisanpassung eine Behandlung mit 5-FU-Medikamenten erfolgen.